# Kodeks 0122
Kodeks 0122 (Gregory-Aland no. 0122) α 1030 (Soden) – grecki kodeks uncjalny Nowego Testamentu na pergaminie, paleograficznie datowany na IX wiek. Rękopis przechowywany jest w Rosyjskiej Bibliotece Narodowej (Gr. 32) w Petersburgu.

## Opis
Do dziś zachowały się 2 karty kodeksu (25 na 20 cm) z niepełnym tekstem Listu do Galatów (5,12-6,4) oraz Listu do Hebrajczyków (5,8-6,10).
Tekst pisany jest dwoma kolumnami na stronę, w 28 linijkach w kolumnie. Stosuje przydechy i akcenty. Na marginesie znajdują się noty liturgiczne w kolorze czerwonym.

## Tekst
Tekst kodeksu reprezentuje mieszaną tradycję tekstualną. Hermann von Soden uznał go za reprezentanta standardowego tekstu bizantyńskiego. Rękopis ma jednak wiele znaczących odejść od tekstu bizantyjskiego (Galatów 5,12.14.17.22.23.24; 6,1.3), odchylenia te są słabo poświadczone przez inne rękopisy. Karta z tekstem Listu do Hebrajczyków jest bliższa dla tekstu bizantyńskiego. Kurt Aland zaklasyfikował go do kategorii III.
Tekst rękopisu posiada wiele korekt.

## Historia
Aland datował kodeks na IX wiek. W ten sam sposób datuje go obecnie INTF.
Do katalogu Rosyjskiej Biblioteki Narodowej wciągnął go Piotr Dubrowski. Kodeks badali: Konstantin von Tischendorf, Eduard de Muralt oraz Kurt Treu.
Gregory w 1908 roku dał mu siglum 0122.